# マーク・クリストファー・ローレンス
マーク・クリストファー・ローレンス（Mark Christopher Lawrence, 1964年5月22日 - ）は、アメリカ合衆国ロサンゼルス出身の俳優である。

## 出演作品

### テレビ
- glee/グリー
- CHUCK/チャック（ビッグ・マイク）

### 映画
- ライフ・イズ・ワン!ダフル
- ターミネーター2
- チャイルド・プレイ3
- トレジャーアイランド
- 光の旅人 K-PAX
- 誘拐騒動/ニャンタッチャブル
- タイムアクセル12:01
- ゾンビスクール！